# Johan Frick

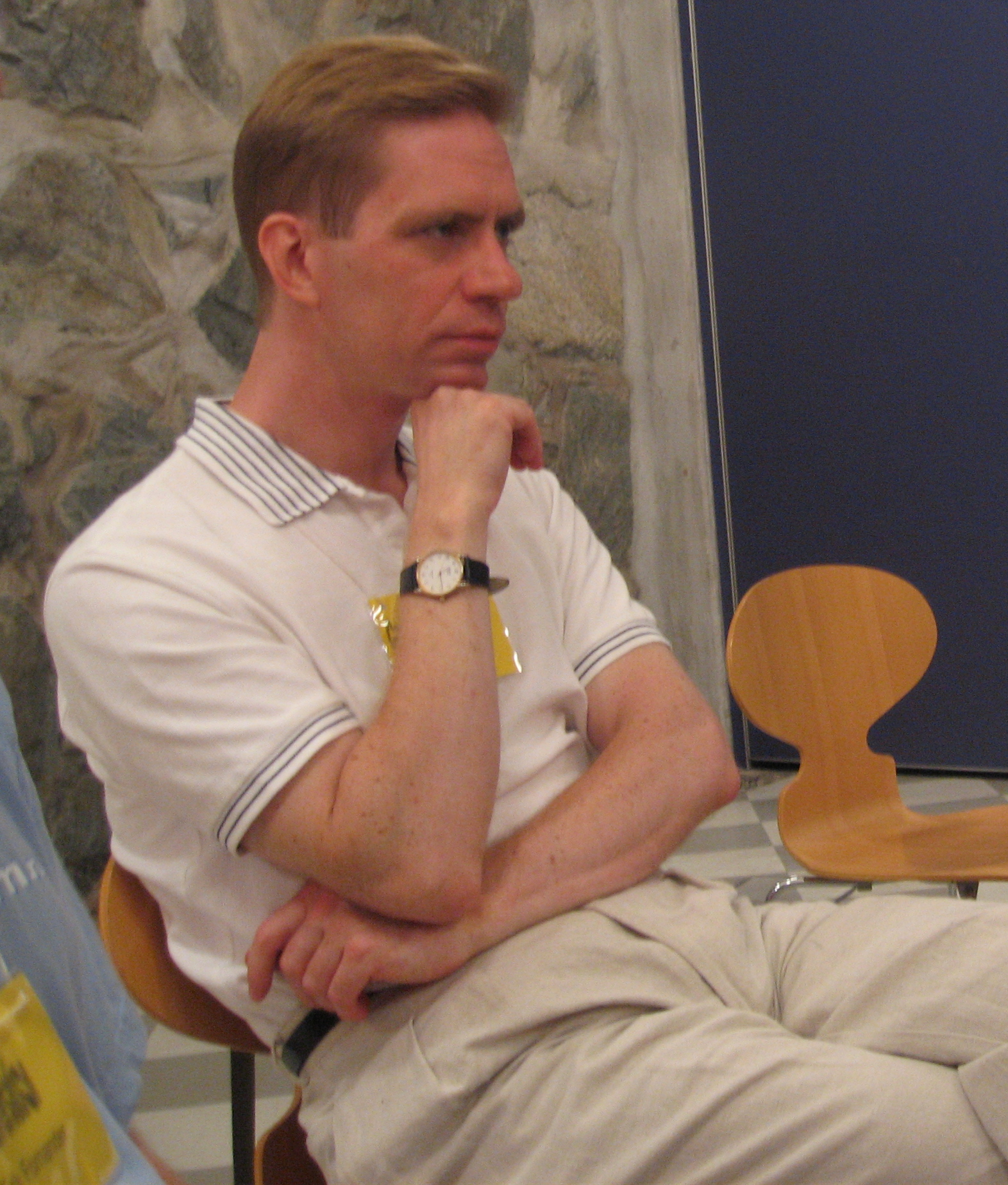
Johan Frick på sf-kongressen Conversation 2006.

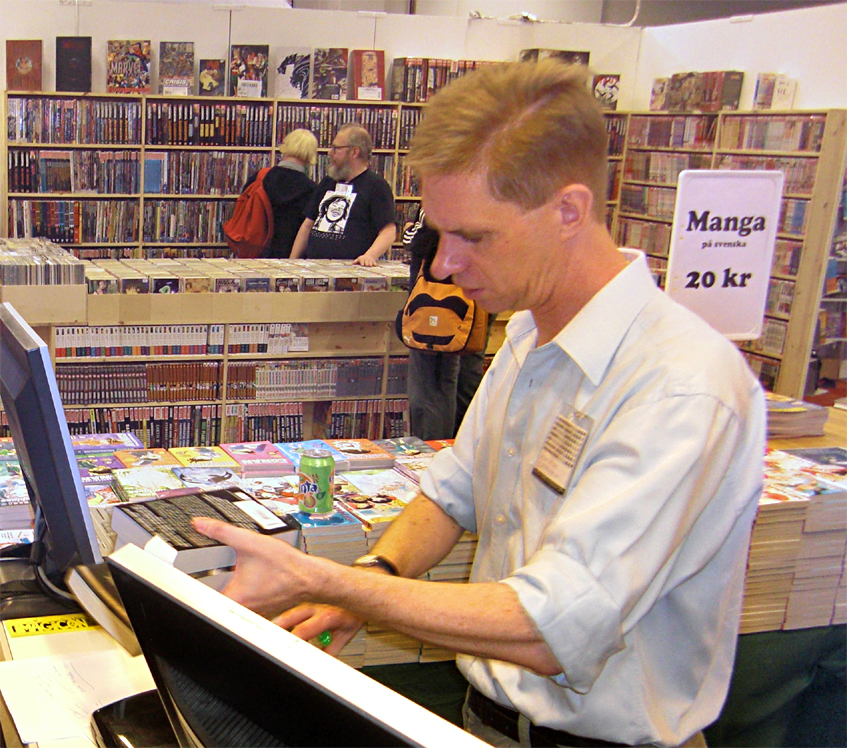
Johan Frick i SF-bokhandelns monter på Bokmässan 2009.

Johan Magnus Frick, född 18 november 1965, död 14 november 2015 i Göteborgs S:t Pauli församling, var en svensk författare, översättare, bokhandlare och musiker.
Johan Frick engagerade sig i svensk science fiction-fandom under åttiotalet och kom sedan att bli verksam i genren som översättare. Han var också en av personerna som stod bakom Science fiction-bokhandelns filial i Göteborg. Under 2010-talet blev han verksam även som science fiction-novellförfattare, men dog ett par år efter att ha börjat publicera skönlitteratur. Novellsamlingen Enkel biljett till nattens ände publicerades postumt 2015.
Frick är begravd på Östra kyrkogården i Göteborg.

## Översättningar (urval)
- Philip K Dick: Ubik (Bakhåll, 1991)
- Douglas Coupland: Generation X: sagor för en accelererad kultur (Wiken, 1993)
- Patricia A. McKillip: Stjärnbäraren från Hed (B. Wahlström, 1995–1996)
- Katharine Kerr: Silverdolken (Bonnier, 1995)
- Gene Wolfe: Den nya solens bok: Liktorns svärd (Bra böcker, 1996)
- George Herriman: Krazy Kat: en nåbel woffla (Bakhåll, 1997)